# Serra d'O Xistral
La serra d'O Xistral (en gallec: Serra do Xistral) és una serralada del nord de Galícia que separa la Terra Chá del mar Cantàbric, juntament amb les serres d'A Toxiza i A Carba i els monts de Buio i Os Cabaleiros.
Les seves aigües s'aboquen al mar Cantàbric a través dels rius Landro, Ouro i Masma, a la Terra Chá i als rius Sor i Eume. La serra d'O Xistral i la ribera alta del riu Sor són llocs d'importància comunitària pertanyents a la Xarxa Natura 2000 i estan declarades espais naturals protegits dins del règim de protecció general.
O Xistral ocupa 22.964 hectàrees i la seva altura màxima són els 1.046 metres d'O Cadramón. És la zona de Galícia que menys sol rep i la freqüent boira instal·lada a les planes elevades de la serra d'O Xistral deixen precipitacions abundants que reguen les torberes. El paisatge es troba pràcticamenf deshabitat, només amb petites aldees. En els seus prats s'hi crien cavalls i vaques en estabulació lliure.